# ألكسندرا روديونوفا
ألكسندرا فاسيلييفنا روديونوفا (الروسية: Александра Васильевна Родионова ، من مواليد 2 يناير 1984) لاعبة تزلج روسية وتزحلق سابقة شاركت في التنافس منذ 2003. وتنافس في أولمبياد شتوية ، وحصلت على أفضل إنجاز لها في المركز السادس في حدث فردي للسيدات في فانكوفر في عام 2010. .

## روابط خارجية
- ألكسندرا روديونوفا على موقع IBSF (الإنجليزية)
- ألكسندرا روديونوفا على موقع FIL (الإنجليزية)
- ألكسندرا روديونوفا على موقع اللجنة الأولمبية الدولية (الإنجليزية)
- ألكسندرا روديونوفا على موقع أوليمبيديا (الإنجليزية)